# Мадама Анђолела (Потенца)
Мадама Анђолела (итал. Madama Angiolella) је насеље у Италији у округу Потенца, региону Базиликата.
Према процени из 2011. у насељу је живело 47 становника. Насеље се налази на надморској висини од 666 м.